# Windows Essential Business Server 2008
Windows Essential Business Server (EBS) — программное серверное решение от компании Microsoft на базе Windows Server 2008. В настоящее время продажи прекращены.

## Обзор продукта
Решение построено на базе Windows Server 2008 и предлагалось в двух редакциях: Standard и Premium. Редакция Standard включает в себя три сервера Windows Server 2008 x64 Standard и серверы приложений: Microsoft Exchange 2007, Microsoft System Center Essentials, Microsoft Forefront Security for Exchange Server и Forefront Threat Management Gateway. В редакции Premium также доступна дополнительная лицензия Windows Server 2008 и СУБД Microsoft SQL Server 2008 Standard.
Решение пользовалось плохим спросом, в результате чего Microsoft анонсировала прекращение поддержки продукта 30 июня 2010 года. Взамен рекомендовалось использовать отдельные лицензии для Windows Server 2008 R2, Exchange Server 2010, System Center Essentials 2010, Forefront Security for Exchange Server 2010 и Forefront Threat Management Gateway 2010.
После прекращения поддержки Microsoft предлагала до 31 декабря 2010 года бесплатно конвертировать лицензию Windows Essential Business Server 2008 на отдельные лицензии Windows Server 2008 Standard, System Center Essentials 2007 и Exchange Server 2007.